# Anarchismo insurrezionale

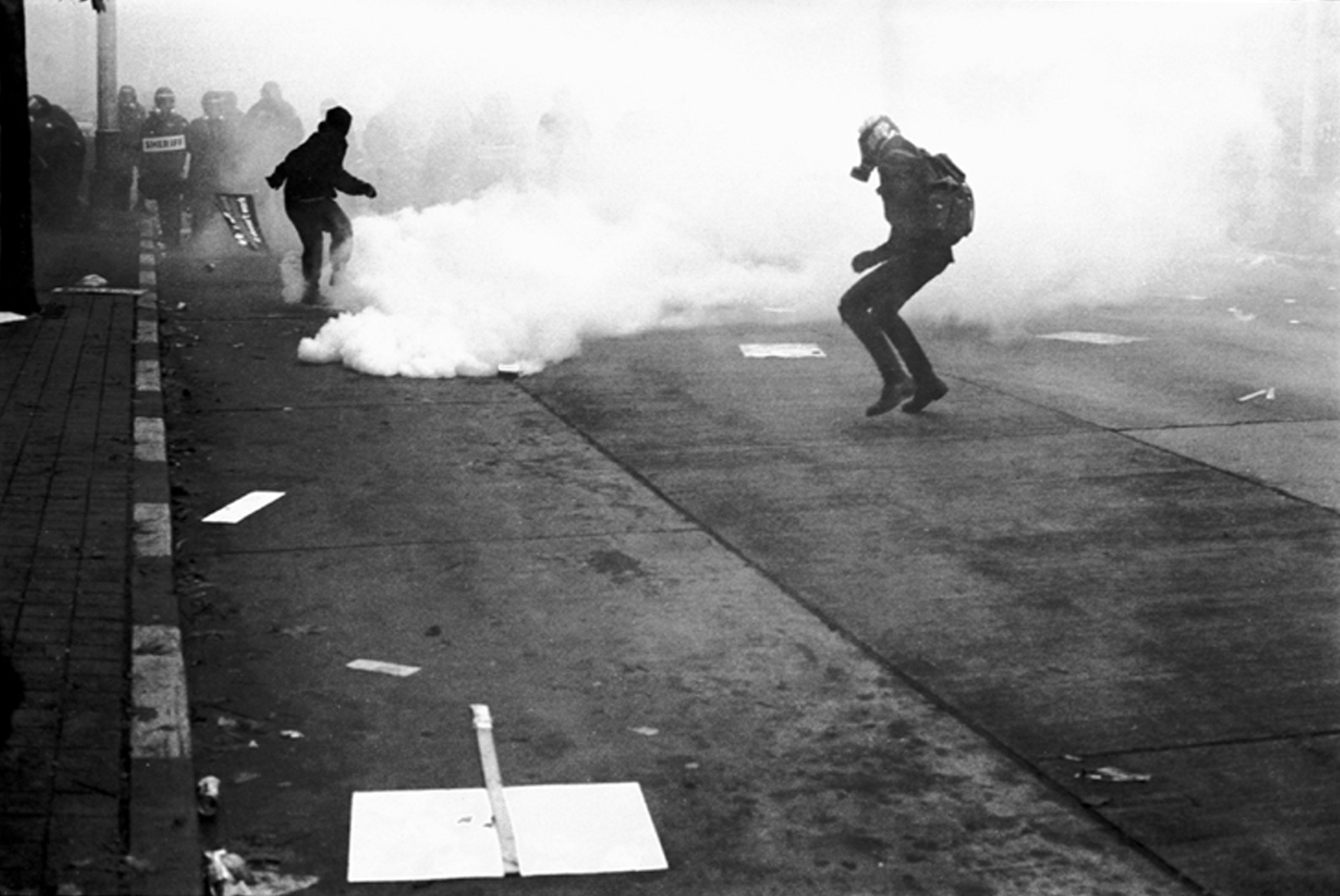
Anarco-insurrezionalisti agli scontri di Seattle per la conferenza OMC del 1999

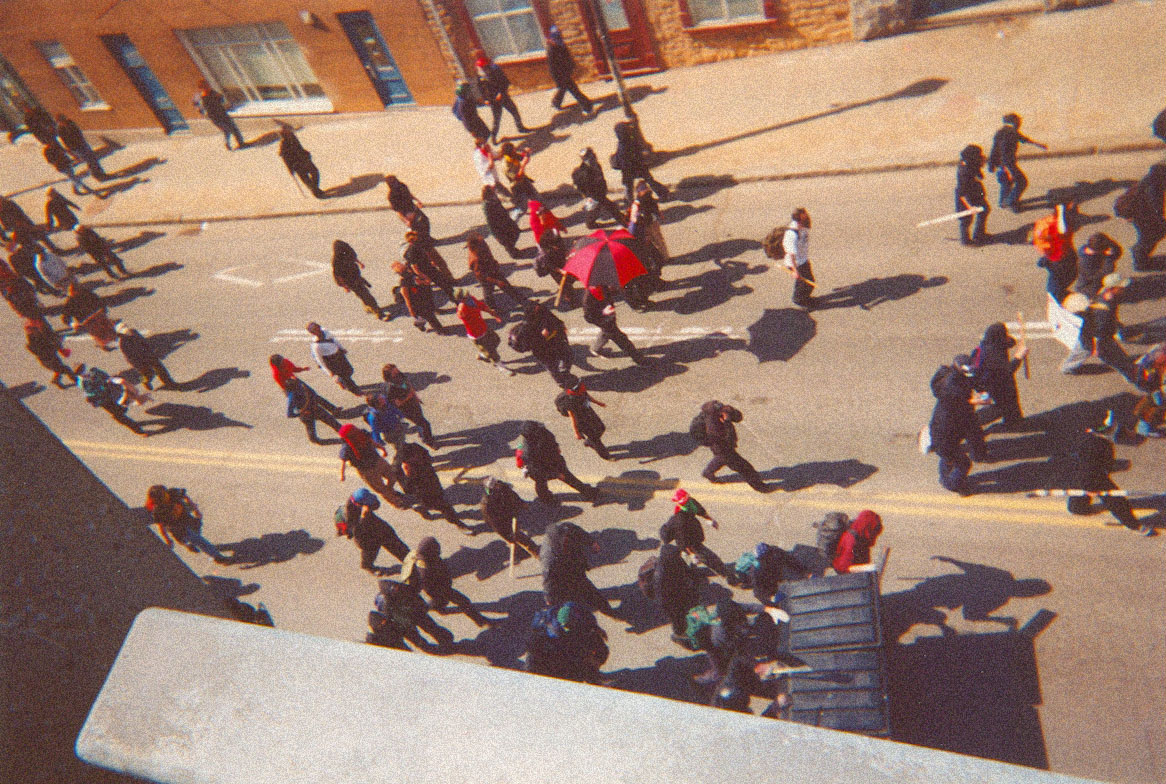
Black bloc armati marciano a Québec durante il Summit delle Americhe del 2001

L'anarchismo insurrezionalista (anarco-insurrezionalismo) è una teoria politico-rivoluzionaria che affonda le sue radici nell'anarchia. L'anarchismo insurrezionale è quindi un mezzo adoperato dagli anarchici per il raggiungimento dei propri specifici obiettivi, con atti di ribellione violenta, sia individuali sia collettivi.

## Definizione
L'insurrezionalismo è un pensiero radicale che sostiene la possibilità di attaccare Stato e Capitale in ogni momento, al di là di qualsiasi elaborazione strategica o tattica. A differenza di altre tendenze che si sono sviluppate nel corso della storia del pensiero libertario (anarco-comunisti, anarco-individualisti, organizzatori, antiorganizzatori, educazionisti, sindacalisti, ecc.) che si basavano soprattutto su una diversa concezione politica e organizzativa, l'insurrezionalismo si distingue soprattutto per la concezione dei mezzi da usare per l'abbattimento dello Stato.
Mentre buona parte del movimento anarchico ritiene che, nell'attuale fase storica e nei paesi dove esiste un minimo di democrazia formale, non sia conveniente l'utilizzo della rivolta violenta, gli insurrezionalisti sono sostenitori della rivolta quale mezzo di sovversione dell'ordine costituito.
L'insurrezione, a seconda delle finalità che si propone, può essere genericamente così definibile:
- Propaganda col fatto. Ovvero tutte le azioni dirette attraverso le quali si intendono comunicare idee e pensieri, ma non solo con la parola bensì anche e soprattutto con il “fatto”. Sono così definibili anche tutte quelle azioni dirette volte anche a vendicare un determinato episodio, nella speranza anche di dare inizio a una rivolta di più ampio respiro: es. Gaetano Bresci che colpisce a morte Umberto I per vendicare la strage dei moti di Milano del 1898 con l'auspicio che da ciò si ingenerasse una rivolta popolare.
- Insurrezione vera e propria. Ovvero quegli atti finalizzati alla liberazione di uno spazio fisico, più o meno ampio, dall'autorità e dalla gerarchia imposta da una classe con potere superiore, per sostituirla immediatamente con una società libertaria e strutturata orizzontalmente: es. Bologna (1874), Banda del Matese (1877). L'insurrezione è, di fatto, anche un'azione di "propaganda".

Talvolta le azioni insurrezionali sono svincolate da particolari richieste e non sono inserite nell'ambito di rivendicazioni sociali e\o politiche (quantomeno non è l'obiettivo principale).

## Storia dell'insurrezionalismo

### Insurrezionalismo classico
Le prime insurrezioni di rilievo con carattere libertario o antiautoritario si ebbero durante la rivoluzione francese (1789), nella rivolta luddista (1811-12), nell'insurrezione popolare del 1830 (27-28-29 luglio) contro Carlo X, nell'insurrezione operaia francese del 1848 (alla quale parteciparono gli anarchici Corderoy e Dejacque) e anche durante il Risorgimento italiano (spedizione di Pisacane a Sapri). Talvolta queste insurrezioni avevano carattere d'indipendenza nazionale, altre volte la spinta era prettamente di natura economico-sociale.

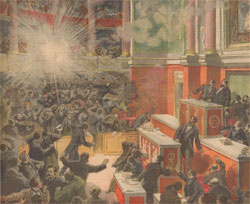
Rappresentazione dell'attentato compiuto da Auguste Vaillant alla camera dei deputati francese (1893)

In ambito anarchico questi diversi aspetti dell'insurrezionalismo trovarono convergenza soprattutto nella figura di Bakunin. Nel settembre 1870, in seguito agli eventi della guerra contro la Prussia, esplose la rivolta a Lione, allorché alcuni bakunisti, a cui più tardi si aggiunse lo stesso anarchico russo, il 26 settembre affissero un manifesto in cui proclamavano:
«La decadenza dello Stato, della burocrazia e dei tribunali; sospensione del pagamento delle imposte, delle ipoteche e delle proprietà private; formazione in tutti i comuni dei comitati di salute analoghi a quelli di Lione; riunione di una convenzione nazionale incaricata di bloccare l'invasione».
Il 28 settembre gli insorti lionesi misero alla porta le autorità locali, ma un eccessivo indecisionismo impedì il successo dell'insurrezione. Più avanti, il 18 marzo 1871, l'insurrezione alla Comune di Parigi permise, per un breve periodo, la sperimentazione di idee e pratiche libertarie.
In Italia, nel 1874 e nel 1877, gli anarchici, guidati soprattutto da Errico Malatesta e Carlo Cafiero, insorsero rispettivamente a Bologna e nel Matese.
Accanto a questi tentativi insurrezionali, preparati e messi in atto da organizzazioni più o meno strutturate sul territorio, se ne verificarono altri di stampo prettamente individualistico, atti a minare il potere istituzionale e\o a diffondere l'anarchia (propaganda col fatto): in Russia la Narodnja Volja ("Partito della volontà del popolo"), tra il 1879 e il 1884, organizzò una decina di attentati, uno dei quali, il 1º marzo 1881, colpì a morte lo Zar Alessandro II; in Francia Piotr Kropotkin ed altri anarchici (Frédéric Tressaud, Émile Gautier, ecc.) annunciarono la diffusione del pensiero anarchico per mezzo della «rivolta permanente mediante la parola, lo scritto, il pugnale, il fucile, la dinamite».
Tra il 1892 e il 1894, sempre in terra francese, si ebbe una serie di innumerevoli attentati individualistici (Ravachol, Auguste Vaillant, Émile Henry, Sante Caserio ecc.), che parevano caratterizzarsi come un'istintiva reazione al fallimento dell'anarchismo organizzato; in Spagna si susseguirono una serie di frenetici avvenimenti: ad Alcoy insorsero gli operai anarchici (1873), nel 1878 Juan Oliva Moncasi cercò di uccidere il re Alfonso XII, nel 1892 i contadini andalusi insorsero violentemente, nel 1896 Michele Angiolillo colpì a morte il primo ministro Canovas; in Italia la «propaganda col fatto» fu attuata da diversi anarchici: Pietro Acciarito, Giovanni Passannante, Luigi Luccheni e Gaetano Bresci.
Nel '900 le insurrezioni individualistiche sembrarono lasciar spazio a quelle maggiormente organizzate e "ambiziose": nel 1911 Ricardo e Enrique Flores Magón, oltre ad altri esponenti dell'IWW, tentarono un'insurrezione nella Bassa California; dal 1917 truppe legate a Nestor Makhno insorsero in Ucraina, realizzando una notevole esperienza libertaria, osteggiata tanto dai bolscevichi quanto dai controrivoluzionari “bianchi”.

### Insurrezionalismo moderno

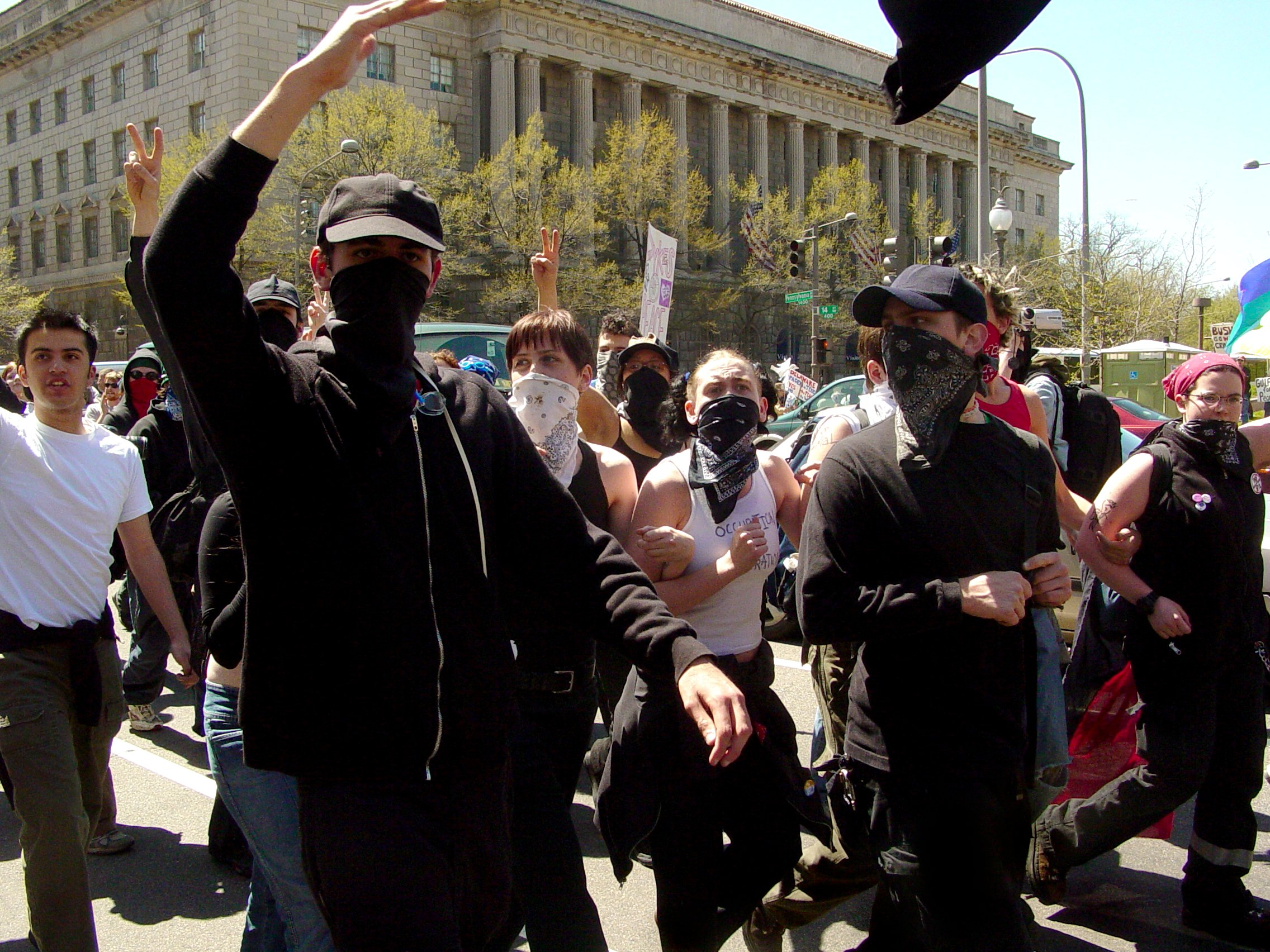
Black bloc nell'aprile del 2003 a una manifestazione contro la guerra a Washington. I Black bloc, comparsi improvvisamente a Seattle nel 1999, sono stati influenzati dalle teorie dell'informalità.

Nella seconda metà del XX secolo, l'anarchismo insurrezionale si è rinnovato soprattutto grazie agli scritti del catanese Alfredo Maria Bonanno (ma anche di Wolfi Landstreicher, Costantino Cavalleri e altri), che trovarono terreno assai fertile soprattutto in Italia e Grecia prima e in Spagna in un secondo momento. Proprio nella penisola iberica, nel 1996 il gruppo "Rivolta" organizzò il convegno dell'Internazionale Antiautoritaria Insurrezionalista, cui parteciparono molti gruppi spagnoli, segnando però disapprovazione o scandalo in molte altre realtà della penisola iberica (la FIJL, che era stata invitata all'evento, si rifiutò di partecipare).
L'"insurrezionalismo moderno" propone un'organizzazione di tipo informale fondata sui cosiddetti gruppi d'affinità: ogni individuo è considerato il fulcro della teoria e della pratica del gruppo e ognuno di essi sviluppa relazioni d'affinità, di fiducia e conoscenza con gli altri. Secondo i principi dell'informalità tali relazioni possono essere anche temporalmente limitate, il gruppo può quindi dissolversi alla stessa velocità con cui si è costituito.
L'insurrezionalismo ha fatto scuola anche nel continente americano: negli USA le riviste «Disobbedienza ostinata» e «Uccidere il re Abacus» sono state il risultato della diffusione del pensiero insurrezionalista, che qui prese anche una “piega” ecologista (si veda anarco-primitivismo o anarchismo verde); azioni insurrezionaliste si registrano anche in Messico, Argentina e Cile.

## L'insurrezionalismo in Italia
L'insurrezionalismo in Italia si è distinto in conformità a tre grandi linee di tendenza:

### Insurrezionalismo per la rivoluzione sociale
I primi moti rivoluzionari a carattere sociale si ebbero durante il Risorgimento, per merito soprattutto di Carlo Pisacane e della sua spedizione a Sapri.
(Carlo Pisacane, Il Testamento)
Una forte prerogativa rivoluzionaria la si ritrova anche in tutti quegli anarchici che subirono l'influenza del Bakunin durante il suo soggiorno italiano (1864-1867). Tra questi si può citare Andrea Costa (almeno sino a quando non si convertì al socialismo parlamentarista), Carlo Cafiero, Napoleone Papini e soprattutto Errico Malatesta. Quest'ultimo fu contemporaneamente ideologo e uomo d'azione di coloro che tentarono l'insurrezione a Bologna (1874) e nel Matese (1877). I motivi del perché dell'insurrezione furono ben spiegati dallo stesso Malatesta:
(Malatesta, Rivoluzione e lotta quotidiana)

### Insurrezioni individuali
Il fallimento delle rivolte sociali spinse molti individualisti ad insorgere violentemente contro singoli obiettivi: nel 1878 Giovanni Passannante tentò d'uccidere il re Umberto I; nel 1892 Pietro Acciarito attentò alla vita dello stesso re; nel 1900 Gaetano Bresci riuscì a colpire a morte Umberto I. Molti individualisti italiani compirono le loro azioni anche all'estero: Luigi Luccheni, Sante Caserio, Michele Angiolillo e Severino Di Giovanni (quest'ultimo emigrato in Argentina per sfuggire alla repressione fascista). Prima del fascismo Bruno Filippi e il suo gruppo compirono una serie di attentati volti a colpire Stato e capitale; durante il ventennio della dittatura di Mussolini molti anarchici teorizzarono e praticarono l'insurrezione violenta contro il "Duce" e lo Stato fascista (Michele Schirru, Gino Lucetti e Angelo Sbardellotto) e contro i fascisti in generale (Renzo Novatore, gli Arditi del Popolo ecc.).

### Insurrezione informale
Le nuove teorie di Alfredo Maria Bonanno sull'insurrezionalismo informale, basato sulla «gioia armata» e, soprattutto, sui «gruppi d'affinità» - ovvero in pratica sull'aggregazione temporanea di singoli soggetti e/o gruppi di affinità, che si riuniscono in occasione di determinate manifestazioni di protesta, con obiettivi limitati nel tempo e diversi da gruppo a gruppo - hanno dato nuova linfa, tanto in Italia quanto all'estero, a questa tendenza dell'anarchismo.
(Alfredo Maria Bonanno)
Parte del movimento anarchico non si riconosce in queste parole, tuttavia molte singole individualità e vari gruppi anarchici ne sono stati chiaramente influenzati. In particolare le recenti azioni della Federazione anarchica informale appaiono fortemente legate alle sue teorie.